# Hossa nationalpark
Hossa nationalpark är en nationalpark i landskapet Kajanaland i Finland. Nationalparken invigdes den 17 juni 2017 i samband med firandet av Finlands 100-årsjubileum som självständig nation och den blev vid invigningen Finlands 40:e nationalpark. Nationalparken omfattar en yta på cirka 110 km² med skog, åsar, myrar, sprickdalar och vattendrag, från små bäckar till forsar och älvar, dödisgropar, tjärn och sjöar. I Hossa nationalpark finns också kulturhistoriskt värdefulla fornlämningar, Värikallio, en klippvägg med cirka 4 000 år gamla hällmålningar från yngre stenåldern, och även exempel på välbevarade stugor, bodar och båtskjul från flottningsperioden.
Innan nationalparken inrättades var Hossa ett nationellt strövområde. Strövområdet etablerades 1979 med en total yta på cirka 90 km². Ett naturum byggdes 1991. Totalt finns cirka 90 km vandringsled i nationalparken, från lätta till krävande, och det finns också terrängcykelleder, kanotleder och skidspår.

## Bildgalleri

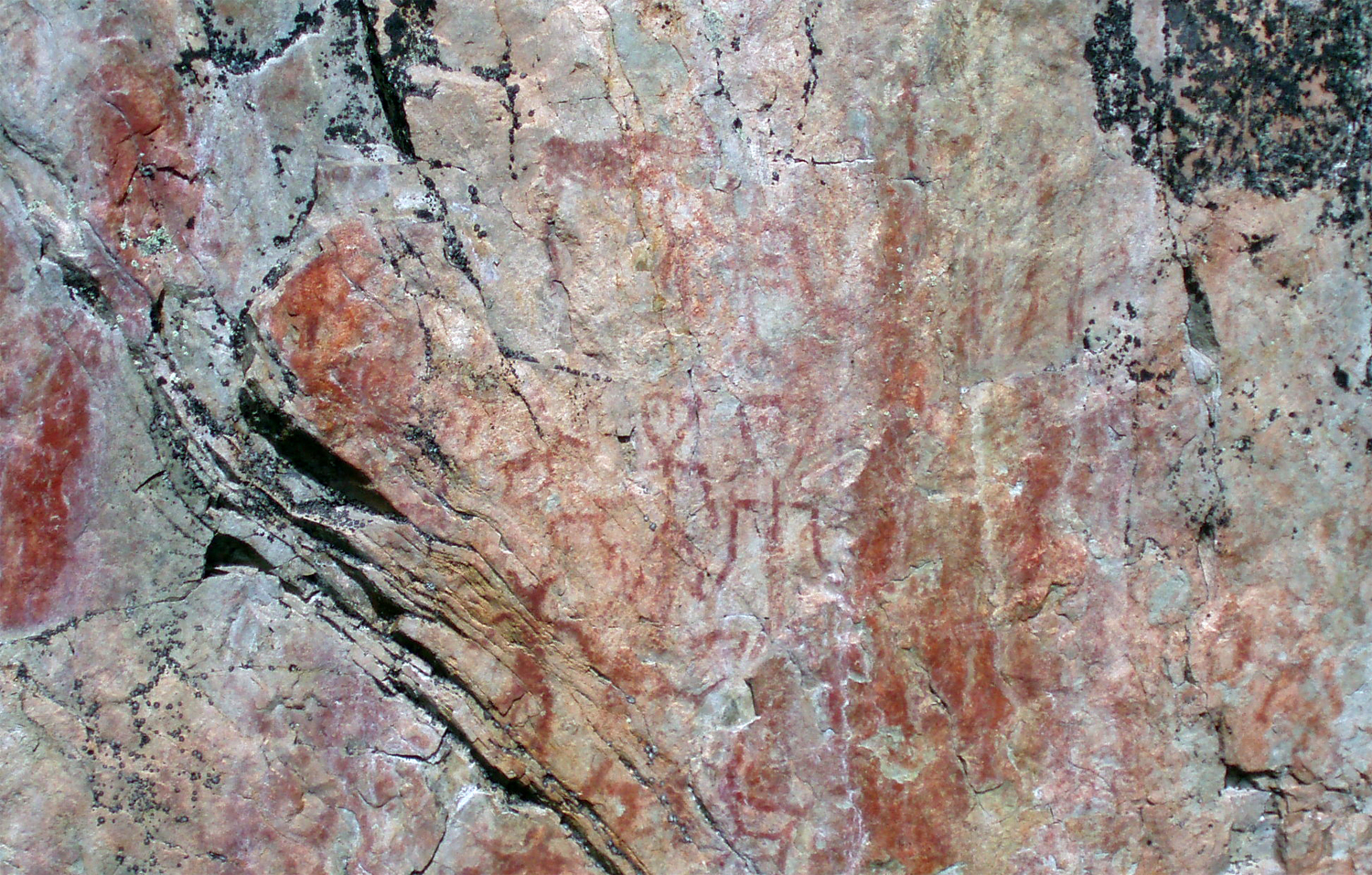
Hällmålning i Värikallio.
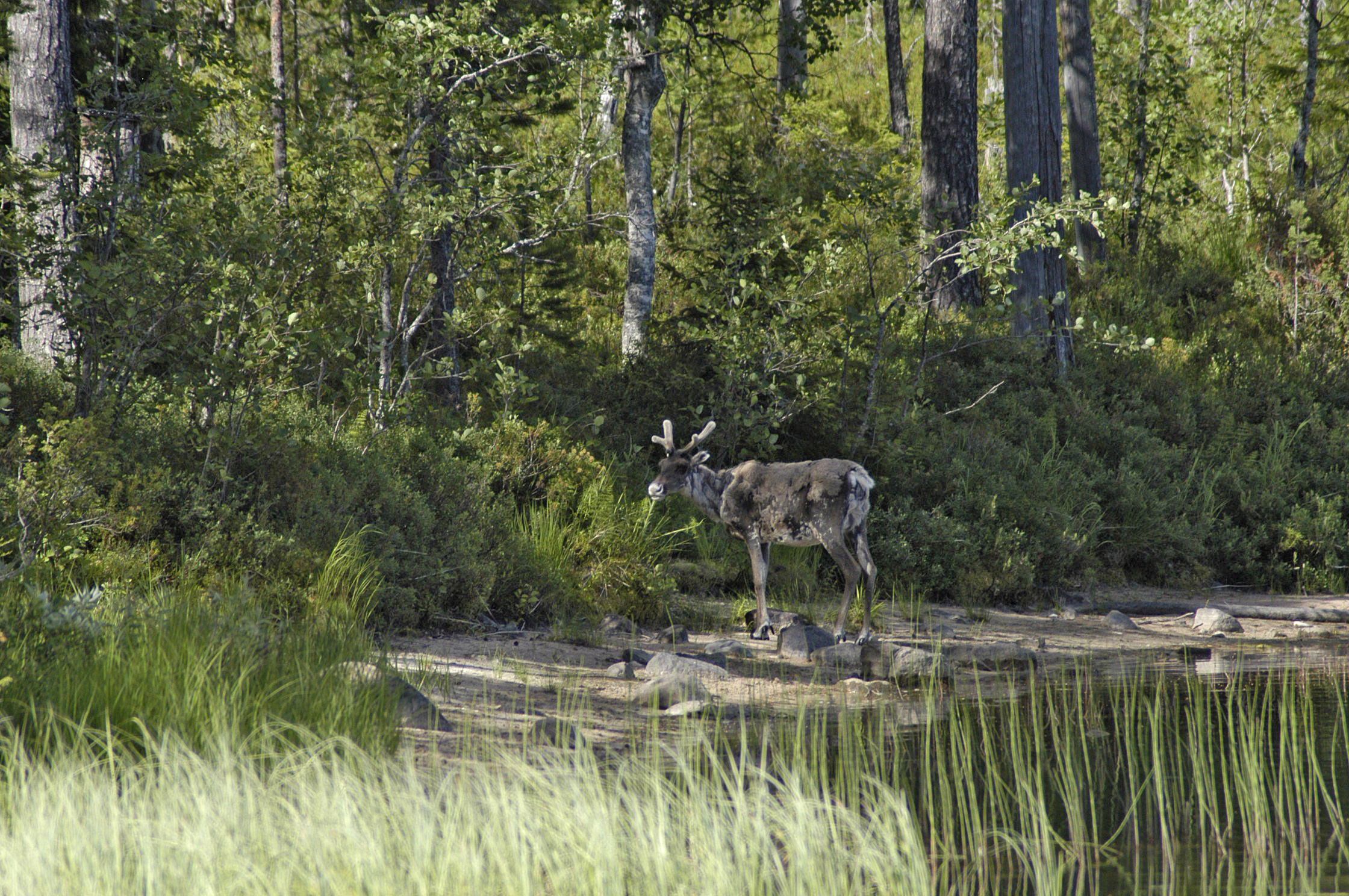
En ren i Hossa.
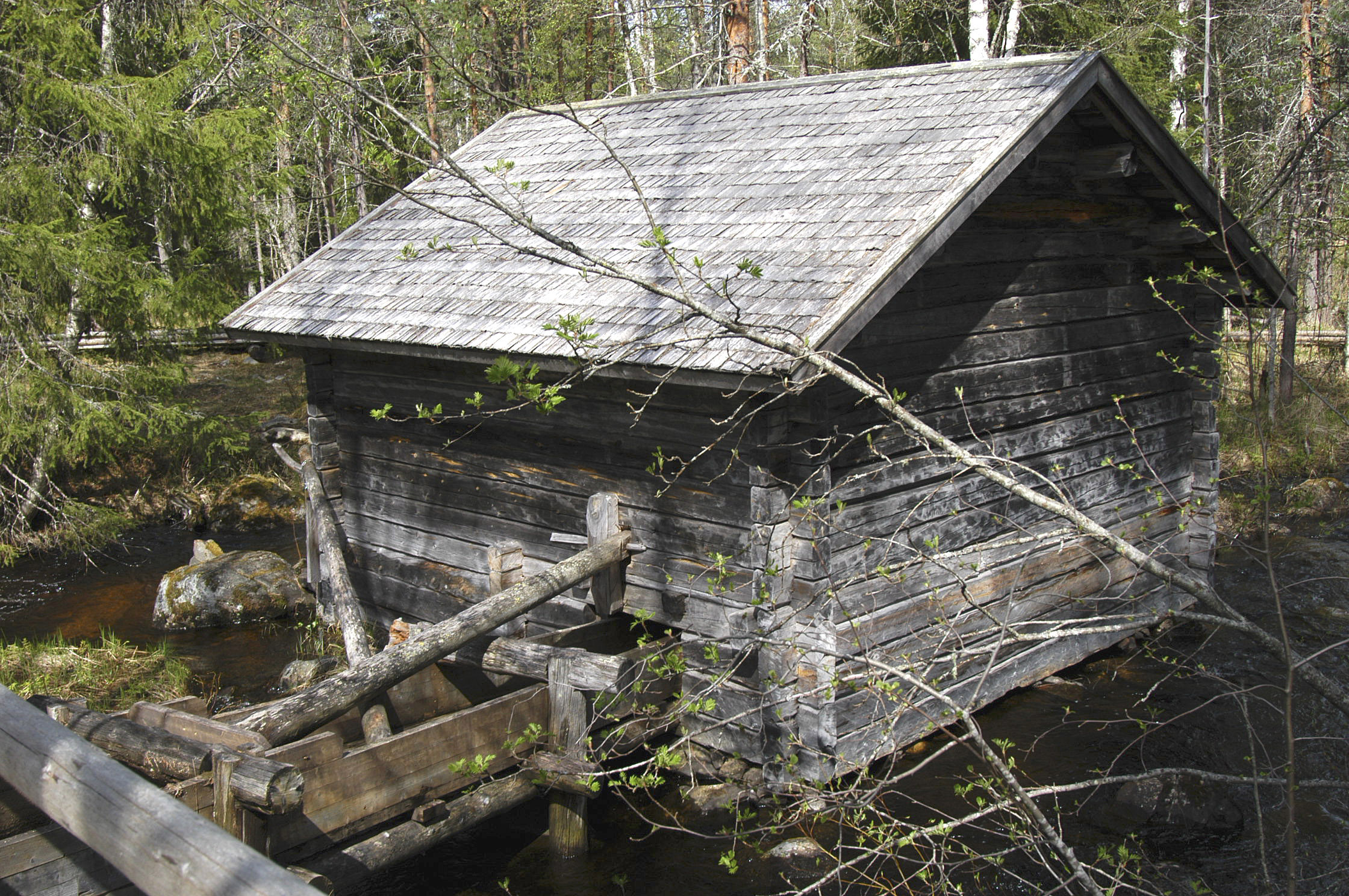
Gammal kvarn i Hossa.
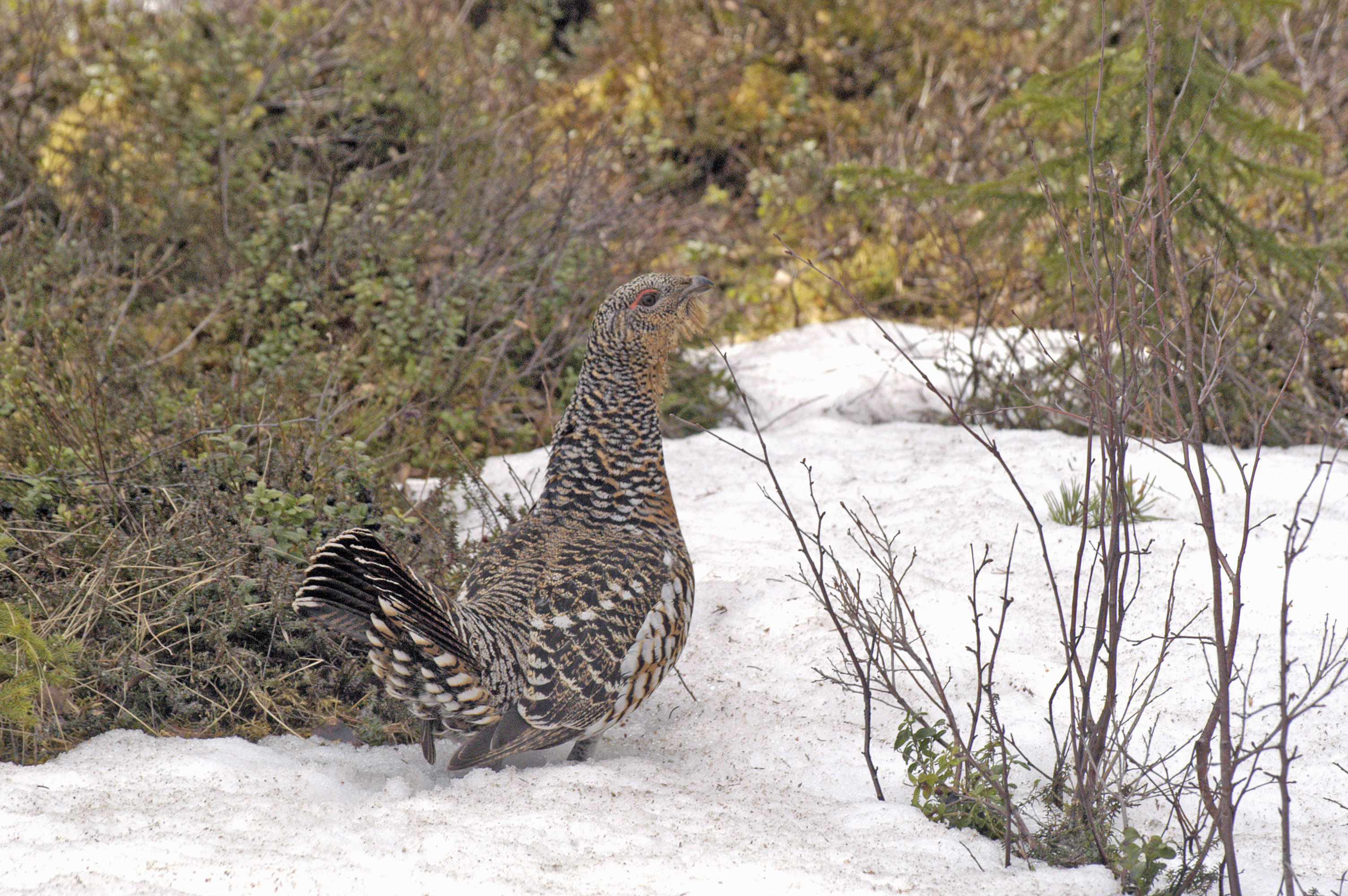
Tjäder i Hossa.
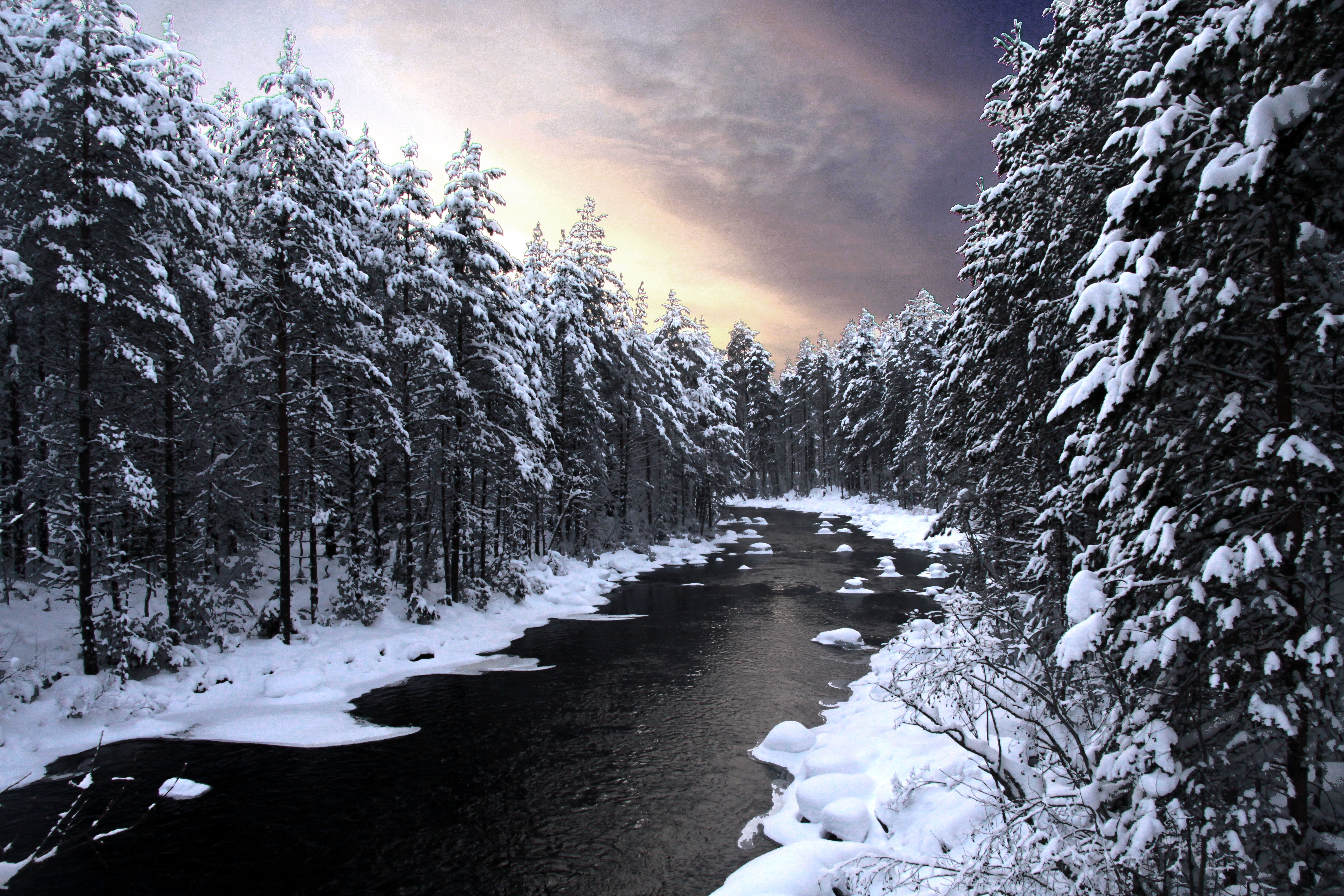
Vinter i Hossa.